# Albert Benary
Albert Benary (* 3. Juni 1881 in Lehsten; † 22. September 1963 in Berlin) war ein deutscher Offizier, Lyriker und Militärschriftsteller.

## Leben
Albert Agathon Benary, Enkel des gleichnamigen klassischen Philologen Albrecht Agathon Benary, war der älteste Sohn von Franz Wilhelm Gustav Martin Eduard Benary (1853–1924) und seiner Ehefrau Susanne, geborene Meinhold (1853–1921). Er verbrachte eine unbeschwerte Kinderzeit auf dem Land in dem Haus seiner Eltern, zuerst auf dem Gut Lehsten in Mecklenburg, dann in Neu-Cölln bei Freyenstein in der Priegnitz.
1900 trat Benary als Fahnenjunker in das Feldartillerie-Regiment Nr. 39 der Preußischen Armee in Perleberg ein. Nach seinem mit „Allerhöchster Belobigung“ bestandenen Offiziersexamen wurde er zum Leutnant befördert und besuchte anschließend die Kriegsakademie in Berlin.
Er heiratete 1911 Clara Hoepke (1893–1969); das Paar hatte drei Kinder, Eleonore (1912–1997), Irmgard (1914–1983) und Friedrich Franz (* 1917). Benary pflegte seine an Multipler Sklerose erkrankte Frau die letzten zwanzig Jahre seines Lebens.
Im Ersten Weltkrieg stieg er zum Oberleutnant auf. Spätestens 1923 war er Major, Mitarbeiter des Nachrichtenbüros (N) im Reichswehrministerium in Berlin. Sein Vorgesetzter war Oberstleutnant Karl-Ludwig von Oertzen (1876–1934). Diese Abteilung war offiziell als Pressestelle des Ministeriums deklariert und bearbeitete Themen der Reichswehr für die Weitergabe an die Presse. Darüber hinaus brachte sie auch eigene Publikationen über die Reichswehr und ihre Traditionspflege heraus. Zahlreiche der veröffentlichten Bücher stellten eine Verherrlichung der Rolle der preußischen Streitkräfte während des Ersten Weltkrieges dar. Er selbst schrieb Artikel, Aufsätze und Bücher zu militärischen Formationen, über die Geschichte Preußens und zu Ereignissen des verlorenen Weltkrieges.
Nach 1933 wurde Benary wegen seiner Herkunft aus der ursprünglich jüdischen Familie Benary aus der nationalkonservativen Veteranenvereinigung Kyffhäuserbund verdrängt. Er sympatierte mit der Diskriminierung der Ostjuden und protestierte mehrfach gegen seine Behandlung als Deutscher zweiter Klasse, nach Erlass des Arierparagraphen. Als sogenanntem deutsch-jüdischem Mischling drohte ihm nach Erlass der Nürnberger Gesetze der Ausschluss aus der Reichsschrifttumskammer und damit ein Veröffentlichungsverbot. Da Benary jedoch aus Kriegszeiten mit dem obersten „Parteirichter“ der NSDAP und Schwiegervater Bormanns Walter Buch befreundet war, durfte er „nach Rücksprache Minister“ weiterhin als Schriftsteller tätig sein.
Nach Kriegsende indizierten die Besatzungsbehörden einen Großteil seiner Arbeiten.
Benarys Nachlass lagert unerschlossen im Bundesarchiv-Militärarchiv Freiburg. Er selbst sah sich stärker als Lyriker. Seine Gedichte veröffentlichte er unter dem Pseudonym Lehsten im Selbstverlag.

## Schriften
- Das Ehrenbuch der Deutschen Feldartillerie. Waffenring der ehemaligen Deutschen Feldartillerie, bearbeitet von Albert Benary, Verlag Tradition W. Kolk, Berlin 1930.
- Beitrag in: Flammende Fronten. Eindrücke und Erlebnisse aus dem Weltkrieg. J. E. v. Seidel, Sulzbach in der Obpf. 1930.
- Geschichte des Dragoner-Regiments Generalfeldmarschall Prinz Leopold von Bayern (Westfälisches) Nr. 7. Von 1860–1919. Kolk, Berlin 1931.
- Der Kampf um die Abrüstung. viersprachig. Hrsg.: Arbeitsausschuss Deutscher Verbände, W. Kolk, Berlin 1932.
- Das deutsche Heer. Ein Buch des Stolzes – Ein Buch der Hoffnung. Etthofen Verlag, Berlin 1932 (indiziert).
- Unsere Reichswehr. Das Buch von Heer und Flotte. Neufeld & Henius, Berlin 1932 (indiziert).
- Königlich-Preußisches 1. Posensches Feldartillerie-Regiment Nr. 20. Bernard & Graefe, Berlin 1932.
- Die Schlacht bei Tannenberg. F. Schneider, Berlin 1933 (indiziert).
- Luftschutz : die Gefahren aus d. Luft u. ihre Abwehr. Reclam, Leipzig 1933 (indiziert).
- Rüstungsfibel. Verlag Offene Worte, Leipzig 1933 (indiziert).
- Horst will zur Reichswehr. Franz Schneider Verlag, Leipzig 1933 (indiziert).
- Königlich Preußisches Reserve-Feldartillerie-Regiment Nr. 48 im Weltkriege 1914-1918. Bernard & Graefe, Berlin 1934.
- Königl. Preuß. Magdeburgisches Husaren-Regiment Nr. 10 im Weltkriege 1914/1918. Bernard & Graefe, Berlin 1934.
- Kompanie Grabow. An der Westfront 1917/18. Schneider, Leipzig 1934 (indiziert).
- mit von Blücher: Der Kavallerist. Verlag Offene Worte, Berlin 1934 (indiziert).
- Lüttich. Schneider, Leipzig/Wien 1935 (indiziert).
- Bilderbuch vom deutschen Heer. F. Schneider, Leipzig 1935 (indiziert).
- Vom Pferd zum Motor. Amend, Würzburg 1935 (indiziert).
- Die Kosaken kommen! Schneider, Berlin/Leipzig 1935 (indiziert).
- Perkunos, der Sieger. Schneider, Berlin/Leipzig/Wien 1936.
- Vom Marathonläufer bis zur Funkstelle. Amend, Würzburg 1936 (indiziert).
- Auf Panzerjagd. Offene Worte, Berlin 1936 (indiziert).
- Horst, der Panzerschütze. Franz Schneider, Berlin/Leipzig/Wien 1936 (indiziert).
- Geschichte des Fußartillerie-Regiments General-Feldzeugmeister (Brandenburgisches) Nr. 3 und seiner Kriegsformationen. Bernard & Graefe, Berlin 1937.
- Das Königlich-Preußische Jäger-Regiment zu Pferde Nr. 2 und seine Kriegsformationen. Bernard & Graefe, Berlin 1937.
- Dienst bei der Kraftfahrkampftruppe. Detke, Leipzig 1937 (indiziert).
- Horst will unter die Soldaten. Franz Schneider Verlag, Berlin/Leipzig/Wien 1938 (indiziert).
- Rittmeister v. Borcke. Franz Schneider Verlag, Berlin 1938 (indiziert).
- Panzer voran! Schneider Verlag, Berlin 1939 (indiziert).
- Panzerschützen in Polen. Franz Schneider, Berlin 1940 (indiziert).
- Infanteriesturm durch Polen. Franz Schneider, Berlin/Leipzig ohne Jahr (indiziert).
- Schnelle Truppen. Schneider Verlag, Berlin ohne Jahr (indiziert).
- Melder, Funker, Störungssucher. Ein Buch vom Nachrichtenmann. Schneider, Berlin 1940 (indiziert).
- Männer schlagen Schlachten. Schneider Verlag, Berlin 1941 (indiziert).
- Die Berliner Bären-Division. Geschichte der 257. Infanterie-Division. 1939–1945. Podzun-Pallas Verlag, Bad Nauheim 1955.

unter dem Pseudonym „Albert Lehsten“:
- Die Letzten. Franz Schneider, Leipzig 1937 (indiziert).
- Gedichte. Selbstverlag, ca. 1960.